# Люїс (округ, Міссурі)
Шаблон:StateAbbr_ 40°05′ пн. ш. 91°44′ зх. д. / 40.09° пн. ш. 91.73° зх. д.
О́круг Лью́їс (англ. Lewis County) — округ (графство) у штаті Міссурі, США. Ідентифікатор округу 29111.

## Історія
Округ Льюїс  утворений в 1833 році.

## Демографія
За даними перепису
2000 року
загальне населення округу становило 10494 осіб, усе сільське.
Серед мешканців округу чоловіків було 5140, а жінок — 5354. В окрузі було 3956 домогосподарств, 2710 родин, які мешкали в 4602 будинках.
Середній розмір родини становив 3.
Віковий розподіл населення поданий у таблиці:
| Стать    | До 15 років | 15-21 | 22-29 | 30-39 | 40-49 | 50-65 | 65-85 | Понад 85 |
| -------- | ----------- | ----- | ----- | ----- | ----- | ----- | ----- | -------- |
| Чоловіки | 1148        | 676   | 463   | 673   | 685   | 806   | 590   | 99       |
| Жінки    | 1046        | 671   | 490   | 673   | 654   | 822   | 785   | 213      |

## Суміжні округи
- Кларк — північ
- Генкок, Іллінойс — північний схід
- Адамс, Іллінойс — південний схід
- Меріон — південь
- Шелбі — південний захід
- Нокс — захід

## Виноски
1. ↑  U.S. Decennial Census. United States Census Bureau. Архів оригіналу за 4 квітня 2018. Процитовано 16 листопада 2014.
2. ↑  Historical Census Browser. University of Virginia Library. Архів оригіналу за 11 серпня 2012. Процитовано 16 листопада 2014.
3. ↑  Population of Counties by Decennial Census: 1900 to 1990. United States Census Bureau. Архів оригіналу за 3 грудня 2014. Процитовано 16 листопада 2014.
4. ↑  Census 2000 PHC-T-4. Ranking Tables for Counties: 1990 and 2000 (PDF). United States Census Bureau. Архів оригіналу (PDF) за 18 грудня 2014. Процитовано 16 листопада 2014.
5. ↑  State & County QuickFacts. United States Census Bureau. Архів оригіналу за 7 червня 2011. Процитовано 10 вересня 2013.(англ.) Наведено за англійською вікіпедією.
6. ↑  American FactFinder. Бюро перепису населення США. Архів оригіналу за 26 лютого 2012. Процитовано 31 січня 2008.

| США | Це незавершена стаття з географії США. Ви можете допомогти проєкту, виправивши або дописавши її. |